# Muối (hóa học)

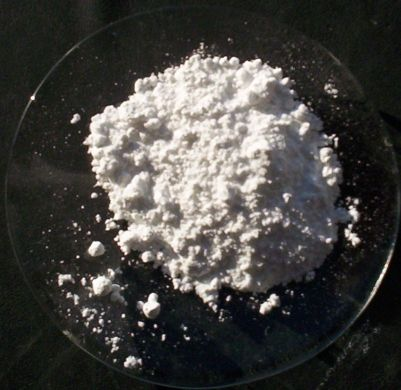
Muối CaCO3 hay còn được gọi là đá vôi

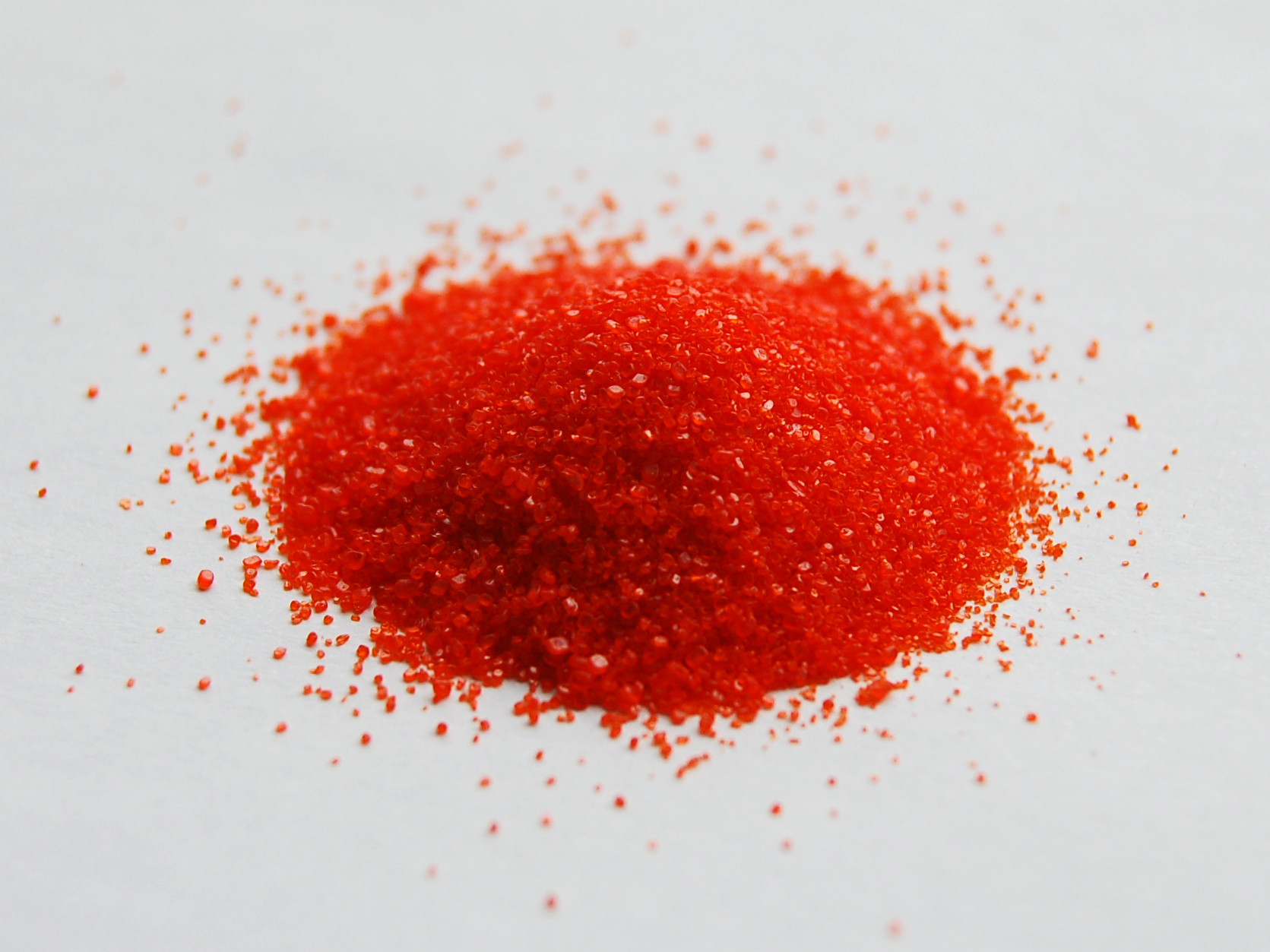
Muối kali dichromat với màu đỏ cam đặc trưng của anion dichromat.

Trong hóa học, muối là một hợp chất hóa học bao gồm một tổ hợp ion của các cation và anion. Muối bao gồm số lượng liên quan của các cation (ion mang điện tích dương) và anion (ion mang điện tích âm) để sản phẩm là trung hòa về điện (không có điện tích thực). Các ion thành phần này có thể là vô cơ, chẳng hạn như chloride (Cl -), hoặc hữu cơ, chẳng hạn như acetat (CH
3CO−
2); và có thể là dạng đơn nguyên tử, chẳng hạn như fluoride (F -) hoặc đa nguyên tử, chẳng hạn như sulfat (SO2−
4).
Khi các muối hòa tan trong nước, chúng được gọi là chất điện ly, và có khả năng dẫn điện, một đặc điểm giống với các muối nóng chảy. Hỗn hợp của nhiều ion khác nhau ở dạng hòa tan trong tế bào chất của tế bào, trong máu, nước tiểu, nhựa cây và nước khoáng — thường không tạo nên muối sau khi nước bốc hơi hết. Tuy nhiên, hàm lượng muối trong chúng được tính theo lượng ion có mặt trong đó.

## Phân loại
Các loại muối có thể được phân loại theo nhiều cách khác nhau. Muối tạo ra ion hydroxide khi hòa tan trong nước được gọi là muối kiềm. Muối tạo ra dung dịch có tính acid là muối acid. Muối trung hòa là những muối không có tính acid và không có tính base. Zwitterin chứa một anion và một trung tâm cation trong cùng một phân tử, nhưng không được coi là muối. Ví dụ về zwitterions bao gồm amino acid, nhiều chất chuyển hóa, peptide và protein.

## Tính chất

BMIM ^{+} PF _{6} ^{-}, một chất lỏng ion

### Màu sắc
Các muối rắn có xu hướng trong suốt chẳng hạn như natri chloride. Trong nhiều trường hợp, độ mờ hoặc độ trong suốt biểu kiến chỉ liên quan đến sự khác biệt về kích thước của các đơn tinh thể riêng lẻ. Vì ánh sáng phản xạ từ ranh giới hạt (ranh giới giữa các tinh thể), các tinh thể lớn hơn có xu hướng trong suốt, trong khi các tập hợp đa tinh thể trông giống như bột trắng.
Muối tồn tại ở nhiều màu sắc khác nhau, phát sinh từ anion hoặc cation. Ví dụ:
- natri chromat có màu vàng do ion chromat.
- kali dichromat có màu da cam do ion dichromat.
- cobalt(II) nitrat có màu đỏ do mang màu của cobalt ngậm 2 nước (dihydrat) ([Co(H2O)6]2+).
- đồng(II) sulfat có màu xanh lam vì mang đồng dihydrat mang màu xanh.
- thuốc tím có màu tím của anion permanganat.
- nickel chloride thường có màu xanh lục của [NiCl2(H 2O)4].
- natri chloride, magnesi sulfat ngậm 7 nước (heptahydrat) không màu hoặc trắng vì các cation và anion thành phần không hấp thụ trong phần nhìn thấy của quang phổ..

Một số khoáng chất là muối vì chúng sẽ bị hòa tan trong nước. Tương tự như vậy, các chất màu vô cơ có xu hướng không phải là muối, vì tính không hòa tan là cần thiết cho độ bền. Một số thuốc nhuộm hữu cơ là muối, nhưng chúng hầu như không hòa tan trong nước.

### Hương vị
Các loại muối khác nhau có thể tạo ra tất cả năm vị cơ bản, ví dụ, mặn (natri chloride), ngọt (chì diacetat, sẽ gây ngộ độc chì nếu ăn phải), chua (kali bitartrat), đắng (magnesi sulfat), và vị ngọt hoặc mặn (bột ngọt).

### Mùi
Muối của acid mạnh và base mạnh ("muối mạnh") không bay hơi và thường không có mùi, trong khi muối của acid yếu hoặc base yếu ("muối yếu") có thể có mùi giống như mùi của acid liên hợp (ví dụ, các acetat của acid acetic (có trong giấm) và cyanide như hydro cyanide (có mùi hạnh nhân) hoặc base liên hợp (ví dụ, muối amoni như amonia) của các ion thành phần. Sự phân hủy một phần hay chậm thường được tăng tốc khi có nước, vì quá trình thủy phân là nửa còn lại của phương trình phản ứng thuận nghịch tạo thành muối yếu.

### Tính tan
Nhiều hợp chất ion thể hiện khả năng hòa tan đáng kể trong nước hoặc các dung môi phân cực khác. Không giống như các hợp chất phân tử, các muối phân ly trong dung dịch thành các thành phần anion và cation. Năng lượng mạng tinh thể, lực kết dính giữa các ion này trong chất rắn, quyết định độ hòa tan. Độ hòa tan phụ thuộc vào mức độ tương tác của mỗi ion với dung môi, do đó, các mẫu nhất định trở nên rõ ràng. Ví dụ, muối natri, kali và amoni thường hòa tan trong nước. Các ngoại lệ đáng chú ý bao gồm amoni hexachloroplatinate và kali cobaltinitrit. Hầu hết các nitrat và nhiều sulfat đều tan trong nước. Các trường hợp ngoại lệ bao gồm bari sulfat, calci sulfat (tan ít) và chì (II) sulfat, trong đó sự kết đôi 2 + / 2− dẫn đến năng lượng mạng tinh thể cao. Vì những lý do tương tự, hầu hết các muối carbonat kim loại không tan trong nước. Một số muối carbonat hòa tan là: natri carbonat, kali carbonat và amoni carbonat.

### Tính dẫn điện

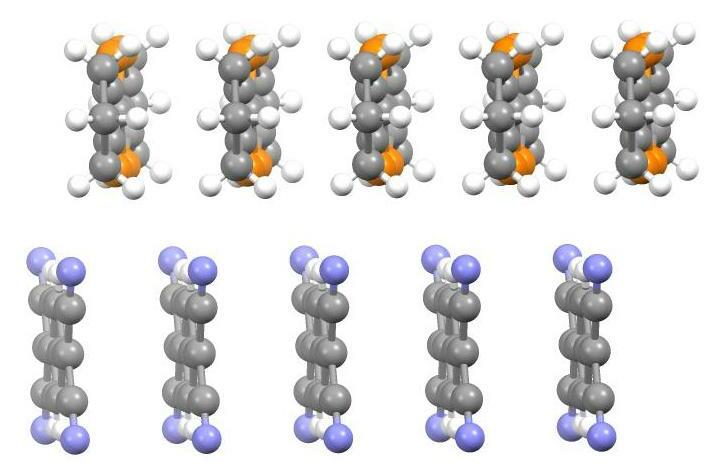
Hình chiếu cạnh của một phần cấu trúc tinh thể của muối truyền điện tích hexametylen TTF / TCNQ.

Muối là chất cách điện đặc trưng. Muối nóng chảy hoặc dung dịch của muối thì dẫn điện. Vì lý do này, muối hóa lỏng (nóng chảy) và dung dịch có chứa muối hòa tan (ví dụ, natri chloride trong nước) được gọi là chất điện ly.

### Điểm nóng chảy
Đặc trưng của muối có nhiệt độ nóng chảy cao. Ví dụ, natri chloride nóng chảy ở 801°C. Một số muối có năng lượng mạng tinh thể thấp là chất lỏng ở hoặc gần nhiệt độ phòng. Chúng bao gồm muối nóng chảy, thường là hỗn hợp của muối và chất lỏng ion, thường chứa cation hữu cơ. Những chất lỏng này thể hiện các đặc tính khác thường như dung môi.

## Tính chất hóa học

### Tác dụng với kim loại
Muối + Kim loại {\displaystyle {\ce {->}}} Muối mới + Kim loại Mới
Điều kiện xảy ra phản ứng: Kim loại mạnh hơn đẩy kim loại yếu hơn ra khỏi muối
VD:
{\displaystyle {\ce {Cu + 2AgNO3 -> Cu(NO3)2 +2Ag v}}}
{\displaystyle {\ce {Fe + CuSO4 -> FeSO4 + Cu v}}}
{\displaystyle {\ce {2Al + 3FeCl2 -> 2AlCl3 + 3Fe v}}}

### Tác dụng với acid
Muối + Acid {\displaystyle {\ce {->}}} Muối mới + Acid mới
Điều kiện xảy ra phản ứng: Sản phẩm tạo thành phải có chất khí hoặc chất kết tủa
VD:
{\displaystyle {\ce {BaCl2 + H2SO4 -> BaSO4 v + 2HCl}}}
{\displaystyle {\ce {H2SO4 + Na2SiO3 -> H2SiO3 v + Na2SO4}}}
{\displaystyle {\ce {CaCO3 + 2HCl -> CaCl2 + CO2 ^ + H2O}}}

### Tác dụng với dung dịch base
Muối + Base {\displaystyle {\ce {->}}} Muối mới + Base mới 
Điều kiện xảy ra phản ứng: Sản phẩm tạo thành phải có chất khí hoặc chất kết tủa
VD:
{\displaystyle {\ce {Na2CO3 + Ca(OH)2 -> 2NaOH + CaCO3 v}}}
{\displaystyle {\ce {2NaOH + CuSO4 -> Na2SO4 + Cu(OH)2 v}}}
{\displaystyle {\ce {2NH4Cl + Ca(OH)2 -> 2H2O + 2NH3 ^ + CaCl2}}}

### Tác dụng với dung dịch muối
Muối + Muối {\displaystyle {\ce {->}}} 2 muối mới
Điều kiện xảy ra phản ứng: Sản phẩm tạo thành phải có chất kết tủa.
VD:
{\displaystyle {\ce {Fe2(SO4)3 + 3Ba(NO3)2 -> 2Fe(NO3)3 + 3BaSO4 v}}}
{\displaystyle {\ce {2AgNO3 + K2Cr2O7 -> Ag2Cr2O7 v + 2KNO3}}}
{\displaystyle {\ce {Na2S + CuSO4 -> Na2SO4 + CuS v}}}

### Phân hủy muối
Nhiều muối bị phân hủy ở nhiệt độ cao như: KClO3 , CaCO3 , NH4NO3 ,…
VD:
{\displaystyle {\ce {CaCO3 -> CaO + CO2 ^}}}
{\displaystyle {\ce {2KClO3 -> 2KCl + 3O2 ^}}}
{\displaystyle {\ce {NH4NO3 -> N2O ^ + 2H2O}}} hay {\displaystyle {\ce {2NH4NO3 -> 2N2 ^ + O2 ^ + 4H2O}}}

## Danh pháp
Tên của muối bắt đầu bằng tên của cation (ví dụ, natri hoặc amoni), sau đó là tên của anion (ví dụ, chloride hoặc acetat). Các muối thường chỉ được gọi bằng tên của cation (ví dụ, muối natri hoặc muối amoni) hoặc theo tên của anion (ví dụ, muối chloride hoặc muối acetat).
Các cation tạo muối phổ biến bao gồm:
- Amoni NH+
4
- Calci Ca2+
- Sắt Fe2+
 và Fe3+
- Magnesi Mg2+
- Kali K+
- Pyridinium C
5H
5NH+
- Amoni bậc bốn NR+
4, R là một nhóm alkyl hoặc một nhóm aryl
- Natri Na+
- Đồng Cu2+

Các anion tạo muối thông thường (acid mẹ trong ngoặc đơn nếu có) bao gồm:
- Acetat CH
3COO−
(acid acetic)
- Carbonat CO2−
3 (acid carbonic)
- Chloride Cl−
(acid hydrochloric)
- Citrat HOC(COO−
)(CH
2COO−
)
2(acid citric)
- Cyanide C≡N−
(acid hydrocyanic)
- Fluoride F−
(acid hydrofluoride)
- Nitrat NO−
3(acid nitric)
- Nitrit NO−
2 (acid nitrơ)
- Phosphat PO3−
4 (acid phosphoric)
- Sulfat SO2−
4 (acid sulfuric)

Các muối có số lượng nguyên tử hydro thay đổi được thay thế bằng các cation so với acid mẹ của chúng có thể được gọi là một base, ba base hoặc ba base, xác định rằng một, hai hoặc ba nguyên tử hydro đã được thay thế; muối đa base dùng để chỉ những muối có nhiều hơn một nguyên tử hydro được thay thế. Những ví dụ bao gồm:
- Natri phosphat đơn base (NaH2PO4)
- Natri phosphat di base (Na2HPO4)
- Natri phosphat (Na3PO4)

## Điều chế

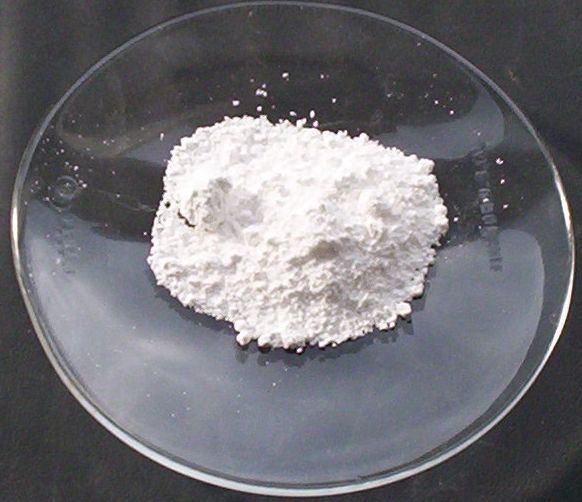
Chì (II) sulfat (PbSO_{4})

Muối được hình thành do phản ứng hóa học giữa:
- Một base và một acid, ví dụ:

{\displaystyle {\ce {NaOH + HCl -> NaCl + H2O}}}
{\displaystyle {\ce {NH3 + HNO3 -> NH4NO3}}}
- Một kim loại và một acid/base, ví dụ:

{\displaystyle {\ce {Zn + 2HCl -> ZnCl2 + H2 ^}}}
{\displaystyle {\ce {Zn + 2NaOH -> Na2ZnO2 + H2 ^}}}
- Một kim loại và một phi kim loại, ví dụ:

{\displaystyle {\ce {2K + Cl2 -> 2KCl}}}
{\displaystyle {\ce {Hg + S -> HgS}}}
- Một base và một anhydride acid, ví dụ :

{\displaystyle {\ce {2NaOH + SO3 -> Na2SO4 + H2O}}}
{\displaystyle {\ce {Ca(OH)2 + CO2 -> CaCO3 v + H2O}}}
- Một acid và một anhydride base, ví dụ :

{\displaystyle {\ce {Fe2O3 + 3H2SO4 -> Fe2(SO4)3 + 3H2O}}}
{\displaystyle {\ce {3CaO + 2H3PO4 -> Ca3(PO4)2 v + 3H2O}}}
- Trong phản ứng trao đổi hợp muối khi hai muối khác nhau được trộn lẫn trong nước, các ion của chúng tái kết hợp với nhau, và muối mới không hòa tan và kết tủa. Ví dụ:

{\displaystyle {\ce {Pb (NO3)2 + Na2SO4 -> PbSO4 v + 2NaNO3}}}
{\displaystyle {\ce {AgNO3 + KBr -> AgBr v + KNO3}}}

## Muối mạnh
Muối mạnh hay muối điện li mạnh là muối hóa học được cấu tạo bởi các chất điện li mạnh. Các hợp chất ion này phân ly hoàn toàn trong nước. Chúng thường không mùi và không bay hơi.
Các muối mạnh bắt đầu bằng Na__, K__, NH 4 __, hoặc chúng kết thúc bằng __NO 3, __ClO 4, hoặc __CH 3 COO. Hầu hết các kim loại nhóm 1 và 2 đều tạo thành muối mạnh. Các muối mạnh đặc biệt hữu ích khi tạo các hợp chất dẫn điện vì các ion thành phần của chúng cho phép độ dẫn điện lớn hơn.

## Muối yếu
Muối yếu hay "muối điện li yếu", như tên gọi cho thấy, được cấu tạo từ các chất điện li yếu. Chúng thường dễ bay hơi hơn muối mạnh. Chúng có thể có mùi tương tự như acid hoặc base mà chúng có nguồn gốc. Ví dụ, natri acetat, NaCH 3 COO, có mùi tương tự như acid acetic CH 3 COOH.